# Ann Gaytan
Ann Gaytan, née en 1949, est une chanteuse, auteure-compositrice-interprète et poète belge, née à Bruxelles.

## Biographie
Elle étudie la guitare classique à l'Académie de musique de Bruxelles, puis la déclamation au Conservatoire de Mons dont elle sort avec un Premier prix en 1974. Elle a déjà à cette époque une expérience professionnelle acquise à partir de ses 15 ans dans les cabarets et les cafés-théâtres ; elle a participé au Festival de Spa en 1969, à la Coupe d’Europe du tour de chant à Knocke.
Elle participe à divers spectacles dans la mouvance du Jeune Théâtre.
Elle sort deux 45 tours fin des années 1970 et compose la musique de Le Bestiaire des gueux de René Hausman, mis en scène par Herbert Rolland  en 1979, année où elle devient Attaché de Cabinet du secrétariat d'état à la Culture française (secteur musique) et où elle rencontre Léo Ferré qui va lui offrir deux chansons, Le Manque et Tout ce que tu veux, qu'elle interprète dans la première partie du spectacle Monsieur Léo, au Cirque Royal, avec l'orchestre symphonique de la Radio-télévision belge de la Communauté française. Elle enseigne ensuite la guitare à l'Académie de musique de Molenbeek-Saint-Jean.
En 1983, elle est l'une des interprètes de Brel en mille temps de Albert-André Lheureux avec Philippe Anciaux, Jofroi, Danielle Klein, Philippe Lafontaine et Claude Maurane.
L'année suivante, elle cofonde l'École de la Chanson à Bruxelles.
En 1996, elle donne des master classes et devient coach du Groupe Koteba ; elle travaille aussi avec Les Go, Dobet Gnahoré, Rokia Traoré et les Tambours de Brazza. Cela ne l'empêche pas de se produire dans diverses salles européennes, comme à la Ferme castrale de Hermalle-sous-Huy où elle monte un spectacle de chanson et poésie française avec la comédienne Jo Deseure.
En 1999, elle devient professeur de diction, phonétique et interprétation au Conservatoire royal supérieur de Mons. Elle enseigne ensuite pendant six ans au Théâtre des Amandiers (Paris).
En 2007, elle crée le spectacle Fauve au Centre Wallonie-Bruxelles, à partir de fragments d'œuvre de Marcel Moreau et de textes qu'il rédige pour elle.
En 2010, elle est directrice musicale et chanteuse dans la pièce "Laissées pour Mortes" proposée par la Compagnie Aléatoire de Théâtre qui produit des spectacles mis en scène par Maria Teresa Amaral à Langeais, en l'église Saint Laurent.
En 2012, toujours avec la "Compagnie Aléatoire de Théâtre", Ann Gaytan assure les compositions musicales de la pièce écrite et mise en scène par Maria Teresa Amaral "La foule, elle rit" dans l'espace culturel de La Douve.
Les 24 et 25 janvier 2015, Ann Gaytan, est récitante, avec Johny Pires d'une biographie scénique consacrée à Jean Genet et mise en scène par Maria Teresa Amaral de la Compagnie Aléatoire de Théâtre, à Langeais, en l'église Saint Laurent.
En 2017, Ann Gaytan se produit à Langeais dans un spectacle où elle alterne compositions personnelles et titres de Leo Ferré, dans une scénographie de projections de portraits de la chanteuse qui tournait dos au public, créée par la metteuse en scène Maria Teresa Amaral.

## Citation
« Cette fille est comme un outrage à l'imbécillité de ce métier. » — Léo Ferré